# Рыбальский остров
Рыба́льский о́стров (укр. Риба́льский о́стрів) находится в черте города Киева, на правом берегу Днепра, между Оболонью и Подолом. Сейчас является преимущественно промышленным районом.
На самом деле является полуостровом, однако исторически сложилось, что используется именно топоним «Рыбальский остров», возможно, из-за более краткой и удобной формы.

## История

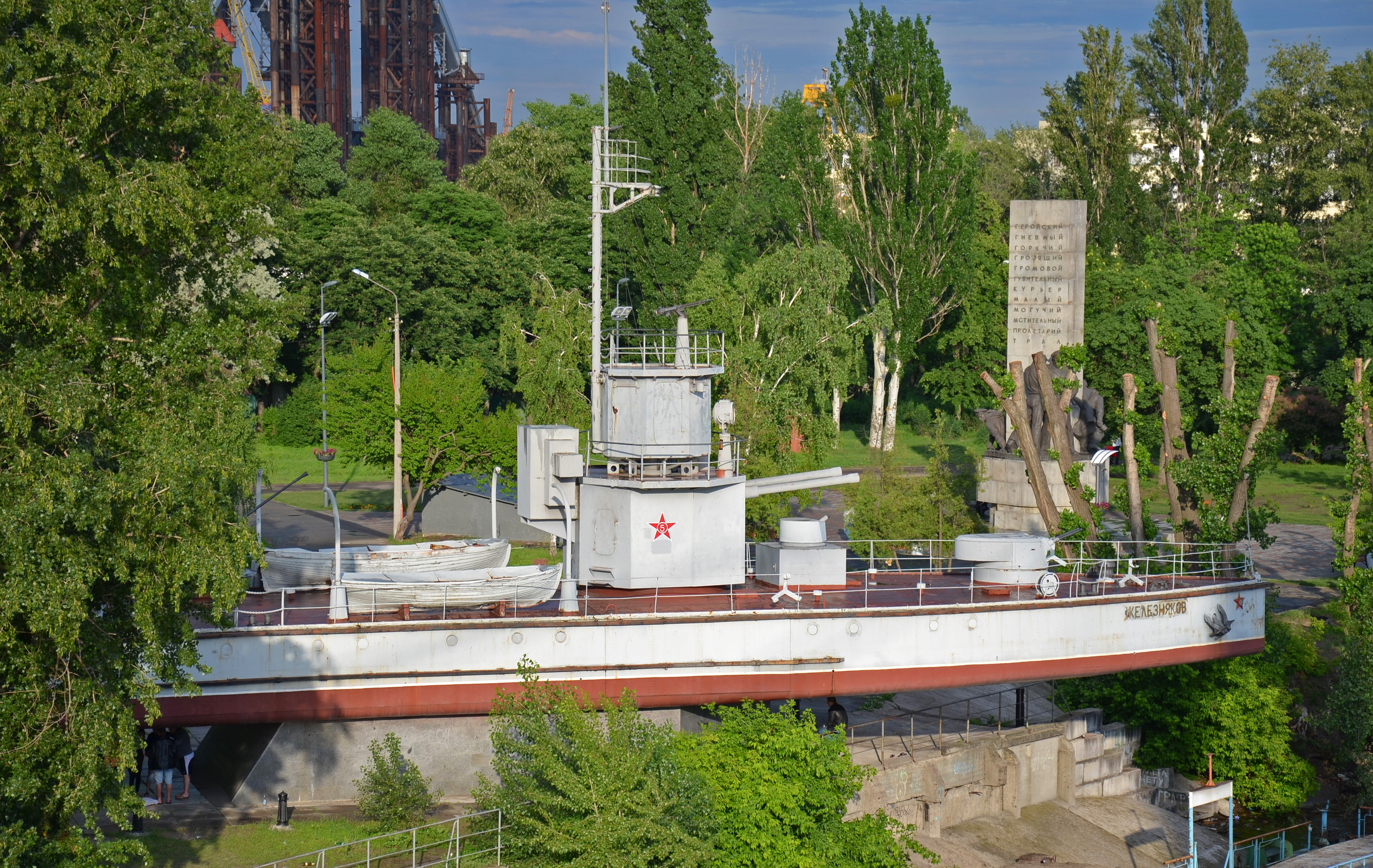
Памятник экипажу монитора «Железняков» на полуострове Рыбальский

Название связано с исторической местностью — Рыбалки, где было и одноимённое поселение.
Полуостров представляет собой остатки длинной косы, которая была левым берегом речки Почайны, отделяла её от Днепра. Со временем косу размыло, и её поглотил Днепр, вплоть до современного Рыбальского острова. Почайна заилилась, обмелела, превратившись в цепочку озёр, завершающуюся бухтой между Рыбальским островом и Подолом.
В 1897—1899 годах в этой бухте была построена гавань шириной 180—240 м и длиной 2 км и верфь для пароходов (проект инженера Н. И. Максимовича). Берега полуострова подняли и замостили.
В 1929 году был открыт Петровский железнодорожный мост — с Рыбальского острова на левый берег Днепра.
В 1926—1930 годах по проекту Б. И. Доманского и М. Т. Парусникова на Рыбальском полуострове соорудили мощную (для того времени) электростанцию — КРЭС (Киевская районная электростанция, позднее — ТЭЦ-2, СТ-2) мощностью 21,3 МВт.
В конце 1930-х годов верфь, принадлежавшая в то время уже заводу «Ленинская кузня», была реконструирована.
После Великой Отечественной войны, во время которой верфь, завод и КРЭС очень пострадали, была проведена реконструкция, а в 1961 году построена новая гавань с грузовым речным портом.
В 1963 году был построен Вантовый мост, соединивший Подол и Рыбальский остров. В 2001 году мост был закрыт для автомобильного движения в связи с его аварийным состоянием. В 2009 году мост закрыт полностью.
В 1967 году на полуострове установлен памятник экипажу монитора «Железняков».
В 2013 году открыт перенесённый с Почтовой площади Памятник морякам Днепровской военной флотилии.

## Перспективы развития
В 2005 году стало известно о планах строительства на Рыбальском острове офисно-жилого центра «Киев-Сити». План рассчитан на период до 2020 года и включает в себя перенос всей существующей промышленной, военной (на полуострове находятся отдельные здания ГУР МО Украины) и жилой инфраструктуры с полуострова, строительство антипаводковой четырёхуровневой платформы, и дальнейшее сооружение на ней офисно-жилого центра с развитыми транспортными магистралями (Подольский мостовой переход, станцию метро «Судостроительная» и железнодорожную станцию на месте современной остановочной платформы «Оболонь»).
В 2011 году появились сведения о строительстве на Рыбальском полуострове комплекса «Золотые ворота», в одном из двух 40-этажных зданий которого планируют разместить столичную администрацию, а в другом — Киевсовет.